# 米高·吳爾夫 (攝影師)
米高·吳爾夫（德語：Michael Wolf，1954年7月30日—2019年4月24日）是一位德國攝影師，作品通常圍繞大城市中的大街小巷。吳爾夫曾於香港和巴黎居住及工作。

## 個人生平
吳爾夫在1954年於德國慕尼克出生。起初入讀美國加州大學柏克萊分校，後來轉學德國埃森大學取得視覺傳訊學士。他由1994年開始成為攝影記者，為德國雜誌《亮點》(Stern) 工作，其後來到香港並定居於此。

## 著名攝影集

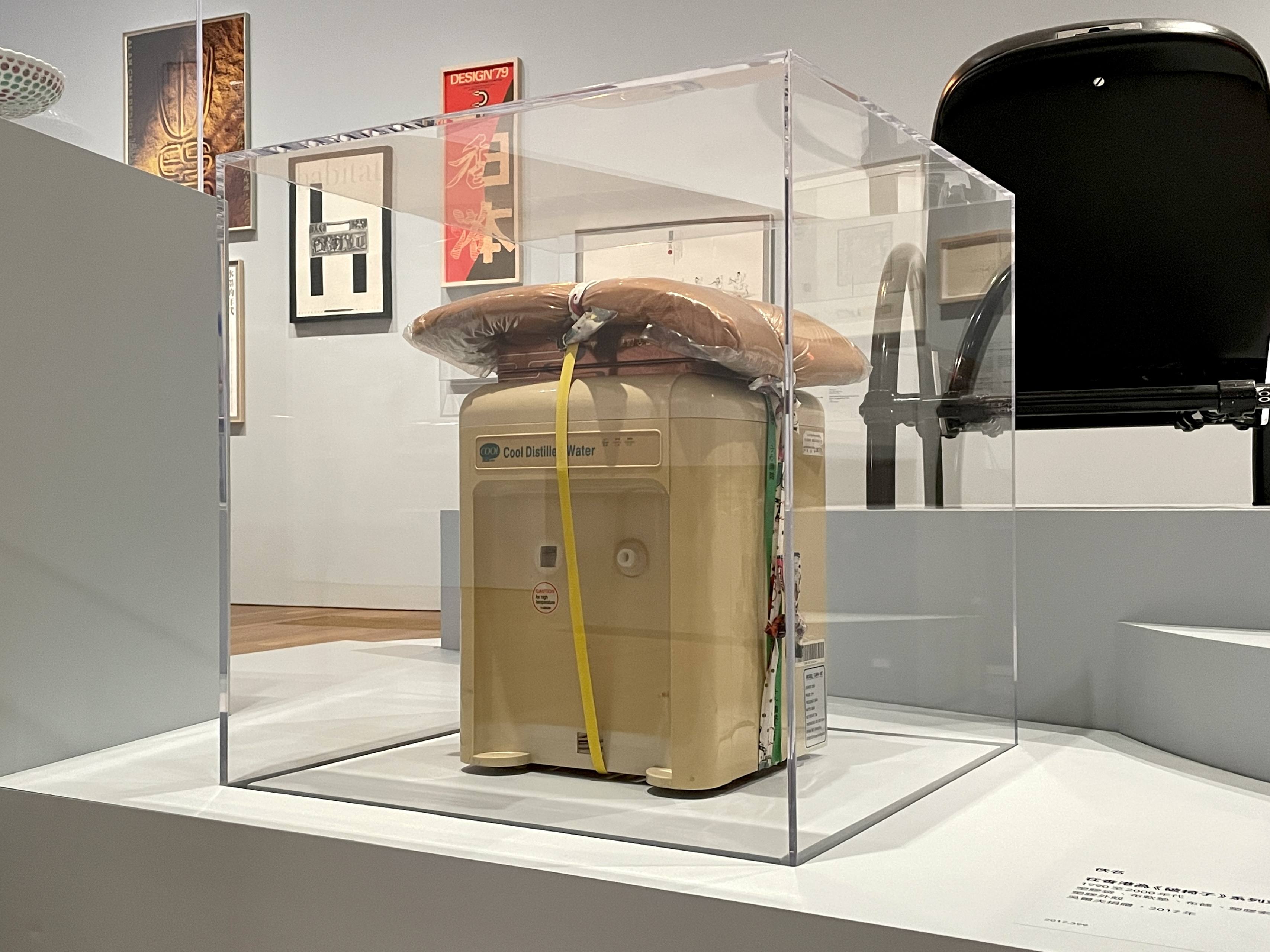
吳爾夫拍攝《Bastard Chairs》系列時收集的椅子，於香港M+展出

- Bastard Chairs / Sitting in China
- The Real Toy Story
- Architecture of Density
- 100x100
- Copy Art / Real Fake Art
- Transparent City
- Tokyo Compression
- Series using Google Street View

## 外部連結
- Michael Wolf 個人官方網站
- Blue Lotus Gallery：Michael Wolf 1954-2019 （页面存档备份，存于） （英文）